# Lejeunea sanctae-helenae
Lejeunea sanctae-helenae là một loài Rêu trong họ Lejeuneaceae. Loài này được Wigginton mô tả khoa học đầu tiên năm 2007.